# Campeonato Europeo de Atletismo en Pista Cubierta de 2021
El XXXVI Campeonato Europeo de Atletismo en Pista Cubierta se celebró en Toruń (Polonia) entre el 4 y el 7 de marzo de 2021 bajo la organización de Atletismo Europeo y la Federación Polaca de Atletismo.
Las competiciones se realizaron en la Arena Toruń de la ciudad polaca.

## Calendario
El calendario de la competición es el siguiente:
| E | Eliminatorias | C | Clasificatorias | ½ | Semifinales | F | Final |

| Fecha →           | Ju 04 | Vi 05 | Vi 05 | Sá 06 | Sá 06 | Sá 06 | Do 07 | Do 07 |
| Prueba ↓          | T     | M     | T     | M     | M     | T     | M     | T     |
| ----------------- | ----- | ----- | ----- | ----- | ----- | ----- | ----- | ----- |
| 60 m              |       |       |       | E     | ½     | F     |       |       |
| 400 m             |       | E     | ½     |       |       | F     |       |       |
| 800 m             |       |       | E     |       |       | ½     |       | F     |
| 1500 m            | E     |       | F     |       |       |       |       |       |
| 3000 m            |       |       |       | E     | E     |       |       | F     |
| 60 m vallas       |       |       |       | E     | E     |       | ½     | F     |
| 4 × 400 m         |       |       |       |       |       |       |       | F     |
| Salto de longitud | C     |       | F     |       |       |       |       |       |
| Triple salto      |       | C     |       |       |       |       | F     |       |
| Salto de altura   | C     |       |       |       |       |       | F     |       |
| Salto con pértiga |       |       |       | C     | C     |       |       | F     |
| Peso              |       | C     | F     |       |       |       |       |       |
| Heptatlón         |       |       |       | F     | F     | F     | F     | F     |

| Fecha →           | Ju 04 | Vi 05 | Vi 05 | Sá 06 | Sá 06 | Do 07 | Do 07 | Do 07 |
| Prueba ↓          | T     | M     | T     | M     | T     | M     | M     | T     |
| ----------------- | ----- | ----- | ----- | ----- | ----- | ----- | ----- | ----- |
| 60 m              |       |       |       |       |       | E     | ½     | F     |
| 400 m             |       | E     | ½     |       | F     |       |       |       |
| 800 m             |       | E     |       |       | ½     |       |       | F     |
| 1500 m            |       | E     |       |       | F     |       |       |       |
| 3000 m            | E     |       | F     |       |       |       |       |       |
| 60 m vallas       |       |       |       | E     |       | ½     | ½     | F     |
| 4 × 400 m         |       |       |       |       |       |       |       | F     |
| Salto de longitud |       | C     |       |       | F     |       |       |       |
| Triple salto      |       |       |       | C     |       |       |       | F     |
| Salto de altura   |       |       | C     |       |       |       |       | F     |
| Salto con pértiga |       |       |       |       | F     |       |       |       |
| Peso              | C     |       | F     |       |       |       |       |       |
| Pentatlón         |       | F     | F     |       |       |       |       |       |

## Resultados

### Masculino
| Evento                    | Oro                                                                                            | Plata                                                                                 | Bronce                                                                  |
| ------------------------- | ---------------------------------------------------------------------------------------------- | ------------------------------------------------------------------------------------- | ----------------------------------------------------------------------- |
| 60 m (06.03)              | Marcell Jacobs · Italia · 6,47 s                                                               | Kevin Kranz · Alemania · 6,60 s                                                       | Ján Volko · Eslovaquia · 6,61 s                                         |
| 400 m (06.03)             | Óscar Husillos · España · 46,22                                                                | Tony van Diepen · Países Bajos · 46,25                                                | Liemarvin Bonevacia · Países Bajos · 46,30                              |
| 800 m (07.03)             | Patryk Dobek · Polonia · 1:46,81                                                               | Mateusz Borkowski · Polonia · 1:46,90                                                 | Jamie Webb Reino Unido 1:46,95                                          |
| 1500 m (05.03)            | Jakob Ingebrigtsen · Noruega · 3:37,56                                                         | Marcin Lewandowski · Polonia · 3:38,06                                                | Jesús Gómez Santiago · España · 3:38,47                                 |
| 3000 m (07.03)            | Jakob Ingebrigtsen · Noruega · 7:48,20                                                         | Isaac Kimeli · Bélgica · 7:49,41                                                      | Adel Mechaal · España · 7:49,47                                         |
| 60 m vallas (07.03)       | Wilhem Belocian Francia 7,42                                                                   | Andrew Pozzi Reino Unido 7,43                                                         | Paolo Dal Molin · Italia · 7,56                                         |
| 4 × 400 m (07.03)         | Países Bajos · Jochem Dobber · Liemarvin Bonevacia · Ramsey Angela · Tony van Diepen · 3:06,06 | República Checa · Vít Müller · Pavel Maslák · Michal Desenský · Patrik Šorm · 3:06,54 | Reino Unido Joseph Brier Owen Smith James Williams Lee Thompson 3:06,70 |
| Salto de altura (07.03)   | Maxim Nedasekau · Bielorrusia · 2,37 m                                                         | Gianmarco Tamberi · Italia · 2,35 m                                                   | Thomas Carmoy · Bélgica · 2,26 m                                        |
| Salto con pértiga (07.03) | Armand Duplantis · Suecia · 6,05                                                               | Valentin Lavillenie Francia 5,80                                                      | Piotr Lisek · Polonia · 5,80                                            |
| Salto de longitud (05.03) | Miltiadis Tentoglu · Grecia · 8,35                                                             | Thobias Montler · Suecia · 8,31                                                       | Kristian Pulli · Finlandia · 8,24                                       |
| Triple salto (07.03)      | Pedro Pichardo Portugal 17,30                                                                  | Alexis Copello Azerbaiyán 17,04                                                       | Max Heß · Alemania · 17,01                                              |
| Peso (05.03)              | Tomáš Staněk · República Checa · 21,62                                                         | Michał Haratyk · Polonia · 21,47                                                      | Filip Mihaljević · Croacia · 21,31                                      |
| Heptatlón (07.03)         | Kevin Mayer Francia 6392 pts.                                                                  | Jorge Ureña · España · 6158 pts.                                                      | Paweł Wiesiołek · Polonia · 6133 pts.                                   |

### Femenino
| Evento                    | Oro                                                                                   | Plata                                                                     | Bronce |
| ------------------------- | ------------------------------------------------------------------------------------- | ------------------------------------------------------------------------- | --- |
| 60 m (07.03)              | Ajla Del Ponte · Suiza · 7,03 s                                                       | Lotta Kemppinen · Finlandia · 7,22 s                                      | Jamile Samuel · Países Bajos · 7,22 s                                                                       |
| 400 m (06.03)             | Femke Bol · Países Bajos · 50,63                                                      | Justyna Święty-Ersetic · Polonia · 51,41                                  | Jodie Williams Reino Unido 51,73                                                                            |
| 800 m (07.03)             | Keely Hodgkinson Reino Unido 2:03,88                                                  | Joanna Jóźwik · Polonia · 2:04,00                                         | Angelika Cichocka · Polonia · 2:04,15                                                                       |
| 1500 m (06.03)            | Elise Vanderelst · Bélgica · 4:18,44                                                  | Holly Archer Reino Unido 4:19,91                                          | Hanna Klein · Alemania · 4:20:07                                                                            |
| 3000 m (05.03)            | Amy-Eloise Markovc Reino Unido 8:46,43                                                | Alice Finot Francia 8:46,54                                               | Verity Ockenden Reino Unido 8:46,60                                                                         |
| 60 m vallas (07.03)       | Nadine Visser · Países Bajos · 7,77                                                   | Cynthia Sember Reino Unido 7,89                                           | Tiffany Porter Reino Unido 7,92                                                                             |
| 4 × 400 m (07.03)         | Países Bajos · Lieke Klaver · Marit Dopheide · Lisanne de Witte · Femke Bol · 3:27,15 | Reino Unido Zoey Clark Jodie Williams Amarachi Pipi Jessie Knight 3:28,20 | Polonia · Natalia Kaczmarek · Małgorzata Hołub-Kowalik · Kornelia Lesiewicz · Aleksandra Gaworska · 3:29,94 |
| Salto de altura (07.03)   | Yaroslava Mahuchij · Ucrania · 2,00 m                                                 | Iryna Herashchenko · Ucrania · 1,98 m                                     | Ella Junnila · Finlandia · 1,96 m                                                                           |
| Salto con pértiga (06.03) | Angelica Moser · Suiza · 4,75                                                         | Tina Šutej Eslovenia 4,70                                                 | Holly Bradshaw · Reino Unido · Iryna Zhuk · Bielorrusia · 4,65                                              |
| Salto de longitud (06.03) | Maryna Bej-Romanchuk · Ucrania · 6,92                                                 | Malaika Mihambo · Alemania · 6,88                                         | Khaddi Sagnia · Suecia · 6,75                                                                               |
| Triple salto (07.03)      | Patrícia Mamona Portugal 14,53                                                        | Ana Peleteiro · España · 14,52                                            | Neele Eckhardt · Alemania · 14,52                                                                           |
| Peso (05.03)              | Auriol Dongmo Portugal 19,34                                                          | Fanny Roos · Suecia · 19,29                                               | Christina Schwanitz · Alemania · 19,04                                                                      |
| Pentatlón (05.03)         | Nafissatou Thiam · Bélgica · 4904 pts.                                                | Noor Vidts · Bélgica · 4791 pts.                                          | Xénia Krizsán · Hungría · 4644 pts.                                                                         |

## Medallero
| Núm. | País            | Oro | Plata | Bronce | Total |
| ---- | --------------- | --- | ----- | ------ | ----- |
| 1    | Países Bajos    | 4   | 1     | 2      | 7     |
| 2    | Portugal        | 3   | 0     | 0      | 3     |
| 3    | Reino Unido     | 2   | 4     | 6      | 12    |
| 4    | Bélgica         | 2   | 2     | 1      | 5     |
| 5    | Francia         | 2   | 2     | 0      | 4     |
| 6    | Ucrania         | 2   | 1     | 0      | 3     |
| 7    | Noruega         | 2   | 0     | 0      | 2     |
| 7    | Suiza           | 2   | 0     | 0      | 2     |
| 9    | Polonia         | 1   | 5     | 4      | 10    |
| 10   | España          | 1   | 2     | 2      | 5     |
| 11   | Suecia          | 1   | 2     | 1      | 4     |
| 12   | Italia          | 1   | 1     | 1      | 3     |
| 13   | República Checa | 1   | 1     | 0      | 2     |
| 14   | Bielorrusia     | 1   | 0     | 1      | 2     |
| 15   | Grecia          | 1   | 0     | 0      | 1     |
| 16   | Alemania        | 0   | 2     | 4      | 6     |
| 17   | Finlandia       | 0   | 1     | 2      | 3     |
| 18   | Azerbaiyán      | 0   | 1     | 0      | 1     |
| 18   | Eslovenia       | 0   | 1     | 0      | 1     |
| 20   | Croacia         | 0   | 0     | 1      | 1     |
| 20   | Eslovaquia      | 0   | 0     | 1      | 1     |
| 20   | Hungría         | 0   | 0     | 1      | 1     |
|      | TOTAL           | 26  | 26    | 27     | 79    |